# Arnaldo Carvalheiro Neto
Arnaldo Carvalheiro Neto (ur. 11 kwietnia 1967 w São Paulo) – brazylijski duchowny katolicki, biskup Itapevy w latach 2016–2022, biskup Jundiaí od 2022.

## Życiorys
17 maja 1997 otrzymał święcenia kapłańskie i został inkardynowany do diecezji Araçatuba. Pracował głównie jako duszpasterz parafialny, był także m.in. ojcem duchownym w instytucie teologicznym w Marílii oraz rektorem propedeutycznej części seminarium w Araçatubie.
4 maja 2016 papież Franciszek mianował go biskupem koadiutorem diecezji Itapeva. Sakry udzielił mu 17 lipca 2016 biskup Sérgio Krzywy. Rządy w diecezji objął 19 października 2016, po przejściu na emeryturę poprzednika.
15 czerwca 2022 papież Franciszek przeniósł go na urząd biskupa diecezjalnego Jundiaí.